# Denkmal für die kanadischen Entwicklungs- und Aufbauhelfer

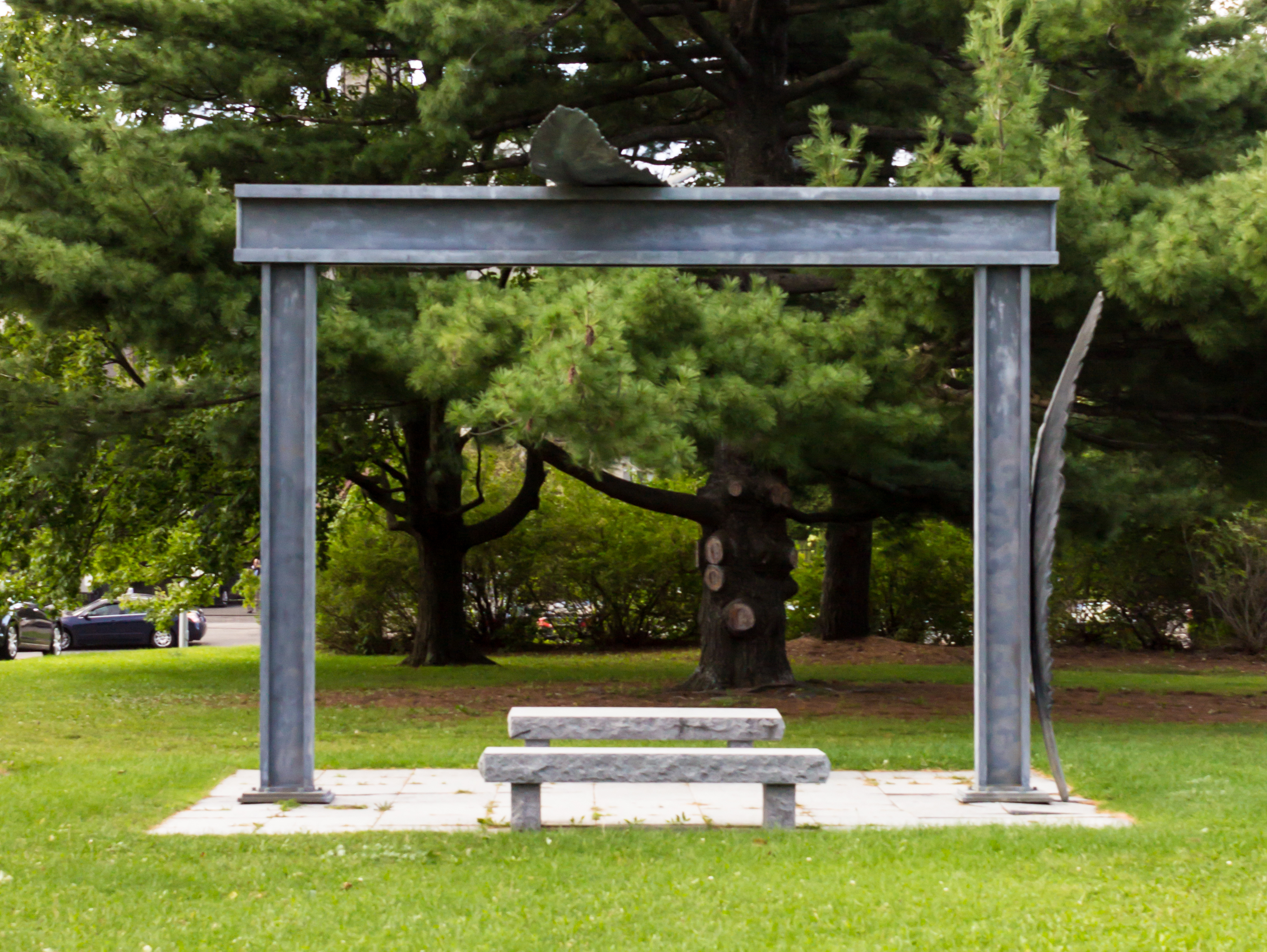
Das Denkmal

Das Denkmal für die kanadischen Entwicklungs- und Aufbauhelfer (engl. Monument to Canadian Aid Workers, franz. Monument commémoratif de l'aide humanitaire canadienne) ist ein im Jahr 2001 in der kanadischen Hauptstadt Ottawa (Ontario) eingeweihtes Denkmal zu Ehren von Entwicklungs- und Aufbauhelfern aus Kanada, die im Ausland während ihrer Einsätze ums Leben gekommen sind. Es ist in dieser Form und Widmung weltweit derzeit einzigartig.

## Anlass für die Errichtung
Im Jahr 1996 wurden kurz aufeinanderfolgend Mitarbeiter von zwei verschiedenen kanadischen Organisationen bei Hilfsmissionen im Ausland getötet. Tim Stone, damals Geschäftsführer von PATH Canada (Programme for Appropriate Technology in Health), starb beim Absturz des entführten Flugzeugs des Ethiopian-Airlines-Flugs 961 auf den Komoren. Drei Wochen später wurde die 51-jährige Krankenschwester Nancy Malloy, Mitglied des Kanadischen Roten Kreuzes und für das Internationale Komitee vom Roten Kreuz in einem Feldkrankenhaus in der tschetschenischen Stadt Nowije Atagi in der Nähe von Grosny tätig, gemeinsam mit fünf Kollegen aus anderen Ländern im Schlaf von unbekannten Tätern ermordet.
Die Organisation PATH Canada, das Kanadische Rote Kreuz und die Kanadische Krankenschwestern-Vereinigung suchten daraufhin nach geeigneten Möglichkeiten der Erinnerung und starteten ein gemeinsames Projekt zur Realisierung eines entsprechenden Denkmals. Dieses wurde vier Jahre später am 28. Juni 2001 eingeweiht.

## Gestaltung des Denkmals

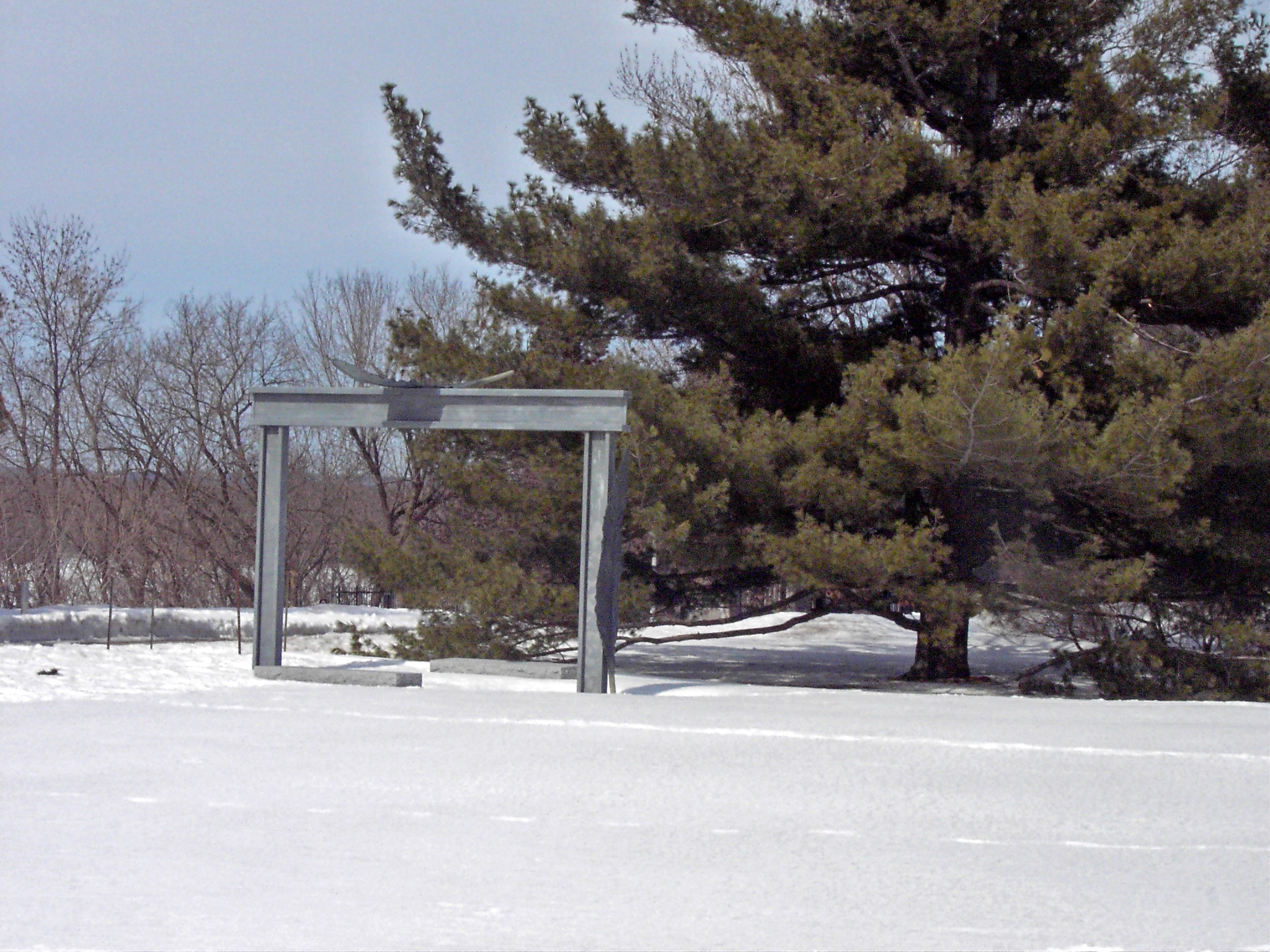
Ansicht des Denkmals

Das Denkmal befindet sich im Rideau-Falls-Park in Ottawa. Es besteht aus einem rechteckigen Torbogen und zwei großen Nachbildungen von Vogelfedern aus Bronze auf einem Sockel aus Granit. Zum Denkmal gehören des Weiteren zwei Sitzbänke aus Granit, auf denen die Besucher verweilen können. Die Abmessungen des Denkmals betragen 4,88 m × 4,27 m in der Grundfläche, der Bronzebogen hat eine Höhe von 3,35 m.
Die Gestaltung beruht auf einem Entwurf von John Greer aus Halifax (Neuschottland), der damit im Mai 1999 einen landesweiten Wettbewerb gewann. Sein Entwurf und damit auch das Denkmal trägt den Namen „Besinnung“ (engl. Reflection). Finanziert wurden die Kosten für die Errichtung, die etwa 150.000 Kanadische Dollar betrugen, durch eine Spendensammlung und durch eine Unterstützung in Höhe von 75.000 Kanadische Dollar durch die Kanadische Agentur für Internationale Entwicklung (engl. Canadian International Development Agency).
Die drei Hauptanliegen bei der Errichtung des Denkmals waren die Würdigung der Aktivitäten Kanadas im Bereich der internationalen Entwicklung und der humanitären Hilfe für Menschen in Not und für die Opfer bewaffneter Konflikte, die Ehrung aller kanadischen Bürger, die bei entsprechenden Auslandseinsätzen ums Leben gekommen sind, und das persönliche Gedenken an Nancy Malloy und Tim Stone. Teil des Projekts zur Errichtung des Denkmals war die Erstellung eines dauerhaften Verzeichnisses aller kanadischen Entwicklungs- und Aufbauhelfer, die bei Auslandseinsätzen ihr Leben verloren haben. Diese Liste umfasst derzeit die Namen und Lebensdaten von 93 Menschen.